# UCI Cinemas
United Cinemas International (anciennement AMC Milton Keynes), ou Odeon & UCI Cinemas Holdings Ltd, est un groupe anglais d'exploitation cinématographique créé en 1983, basé à Manchester et actif au Royaume-Uni, en Espagne, en Allemagne, en Autriche, en Italie et au Portugal. Le groupe est dirigé par Rupert Gavin. 

## Histoire
En septembre 2014, alors qu'il est la propriété de Terra Firma Capital Partners et après le rachat d'Odeon Cinemas, le groupe rassemble 244 cinémas et 2 236 écrans ce qui en fait le premier réseau de salles en Europe.
En juillet 2016, AMC (précédemment racheté par le conglomérat chinois Wanda group) annonce l'acquisition d'Odeon & UCI Cinemas qui possède alors 242 cinémas, pour 921 millions de livres soit l'équivalent de 1,21 milliard de dollars.